# The Best Thing About Me Is You
„The Best Thing About Me Is You” to piosenka latin-popowa stworzona na dziewiąty album studyjny portorykańskiego piosenkarza Ricky’ego Martina pt. Música + Alma + Sexo (2011). Wyprodukowany przez Desmonda Childa oraz nagrany z gościnnym udziałem brytyjskiej piosenkarki Joss Stone, utwór wydany został jako inauguracyjny singel promujący krążek dnia 1 listopada 2010 roku.

## Informacje o utworze
Utwór nagrywany był w Miami na Florydzie w 2010 roku. Autorem tekstu utworu jest sam Ricky Martin, zaś muzyki − Martin, Eric Bazilian, Claudia Brant, szwedzki producent, kompozytor i wokalista Andreas Carlsson oraz wieloletni współpracownik Martina Desmond Child (także producent piosenki). „The Best Thing About Me Is You” łączy w sobie rytmy reggae ze stylistyką latynoskiego popu, charakterystyczną dla swojego wykonawcy. Jak wyznali twórcy, źródłem inspiracji w procesie komponowania piosenki był dla nich jazzowy szlagier „Don't Worry, Be Happy” z repertuaru Bobby’ego McFerrina.
Bazowa, główna wersja utworu nagrana została w języku angielskim przy współudziale brytyjskiej piosenkarki soulowej Joss Stone, istnieje jednak kilka innych wersji. Na samym albumie Música + Alma + Sexo znajduje się hiszpańskojęzyczny odpowiednik „The Best Thing About Me Is You” zatytułowany „Lo mejor de mi vida eres tú”; partie Stone wykonuje w nim hiszpańska artystka Natalia Jiménez, znana jako liderka popowej grupy muzycznej La 5a Estacion. Wersja ta jest istotna z racji, że wykorzystana została do promocji singla w krajach latynoskich. W Niemczech i Austrii, za pośrednictwem sprzedaży cyfrowej, udostępniono alternatywną edycję utworu: singel „The Best Thing About Me Is You” nagrany w języku angielskim wspólnie z Editą Abdieski − szwajcarską wokalistką, zwyciężczynią pierwszej niemieckiej edycji talent show X Factor. Wydany został również remiks „Lo mejor de mi vida eres tú”, nagrany przez Ricky’ego Martina w estetyce muzyki banda wraz z Meksykanką Jenni Riverą.
Piosenka znalazła się na trackliście albumu 17: Greatest Hits (2011), kompilującego największe przeboje Martina.

## Wydanie singla
Światowa premiera utworu miała miejsce 1 listopada 2010 roku na antenie amerykańskiej radiostacji KIIS-FM, w audycji On Air with Ryan Seacrest, wówczas „The Best Thing About Me Is You” ogłoszony został przez prezentera Ryana Seacresta singlem. Premiera fizyczna (w formie digital download) nastąpiła tego samego dnia. Jeszcze przed listopadem singel wyciekł do sieci.
Singel notowany był na niewielu listach przebojów, okazał się jednak sukcesywny w notowaniach Billboardu, osiągając między innymi miejsca pierwsze list Hot Latin Tracks i Latin Pop Songs. Zajął pozycje #3 w zestawieniach przebojów airplayowych Meksyku oraz singlowych Chile, a także miejsce #25 na liście Top 50 Singles w Hiszpanii. Wśród przebojów airplayu w Kostaryce utwór uplasował się na szczytowym miejscu pierwszym.

## Recenzje
Odbiór singla przez krytyków muzycznych był zasadniczo korzystny.
Współpracujący z portalem internetowym About.com Carlos Quintana docenił lekką i przyjemną naturę piosenki, przypisując jej miano „najbardziej refleksyjnej, inspirującej i pozytywnej” kompozycji z całego albumu Martina Música + Alma + Sexo. Joey Guerra (Houston Chronicle) stwierdził, że podczas gdy hiszpańskojęzyczna wersja utworu oferuje słuchaczowi „łatwą chemię” (utwór porusza tematykę miłosną − przyp.), wersja śpiewana w języku angielskim nie ujmuje partiami wokalnymi Joss Stone i jest mniej sukcesywna. Według Grace Bastidas z lifestyle'owego czasopisma Latina, „The Best Thing About Me Is You” jest „definicją szczęścia” i prowokuje słuchacza do odczuwania tego stanu emocjonalnego. Optymistyczny charakter utworu pochwaliła także redaktora magazynu Billboard Leila Cobo, pisząc o piosence jako o „podnoszącej na duchu”, cechującej się „radosnym bitem reggae”.

## Teledysk
Wideoklip do utworu kręcono w dniach 20 i 21 grudnia 2010 w Miami, jego reżyserii podjął się portorykański filmowiec Carlos Perez. Premiera klipu nastąpiła 11 stycznia 2011 za pośrednictwem oficjalnych kont Ricky’ego Martina w internetowych serwisach Vevo.com i YouTube. Liczba widzów klipu w drugim z serwisów w ciągu czterdziestu ośmiu godzin wyniosła dwa miliony. Istnieją właściwie dwie wersje teledysku − hiszpańsko- i anglojęzyczna (oryginalna). Natalia Jiménez pojawiła się w wersji hiszpańskojęzycznej, podczas gdy Joss Stone nie wystąpiła w wersji bazowej. Premiera teledysku do „Lo mejor de mi vida eres tú” miała miejsce 13 stycznia na antenie amerykańskiej stacji telewizyjnej Univision.
W teledysku wystąpiły pary homo- i heteroseksualne, parokrotnie z dziećmi. Klip wieńczy wymalowane przez wokalistę na ścianie zdanie: „You = Me” (pl. ty = ja), mające wyrazić równość wszystkich ludzi. Zdaniem Ricardo Gomeza, dziennikarza magazynu Billboard, „wideoklip, od początku do końca, obrazuje pozytywy i wolność”, co wiąże się z dokonanym przez Ricky’ego Martina w 2010 coming outem.
Klip zajął miejsce osiemnaste notowania najpopularniejszych teledysków sklepu online iTunes Store.

## Promocja
2 listopada 2010 Ricky Martin i Joss Stone wspólnie wykonali piosenkę podczas występu w telewizyjnym programie The Oprah Winfrey Show. W drugiej połowie lutego 2011, promując swój dziewiąty album studyjny, Martin wystąpił z hiszpańskojęzyczną wersją piosenki na żywo podczas gali rozdania nagród Premio Lo Nuestro Latin Music Awards w Miami.

## Listy utworów i formaty singla
Ogólnoświatowy digital download
1. „The Best Thing About Me Is You” feat. Joss Stone – 3:36
2. „Lo mejor de mi vida eres tú” feat. Natalia Jiménez – 3:36

Niemiecki/austriacki digital download
1. „The Best Thing About Me Is You” feat. Edita – 3:36

Europejski digital download złożony z remiksów
1. „The Best Thing About Me Is You” feat. Joss Stone (Jump Smokers Radio Edit) – 4:26
2. „Lo mejor de mi vida eres tú” feat. Natalia Jiménez (Spanish Jump Smokers Radio Edit) – 4:27
3. „The Best Thing About Me Is You” feat. Joss Stone (Jump Smokers Dance Version) – 5:13
4. „Lo mejor de mi vida eres tú” feat. Natalia Jiménez (Spanish Jump Smokers Dance Version) – 4:42

## Nagrody i wyróżnienia
| Rok  | Ceremonia           | Nagroda                            | Rezultat  |
| ---- | ------------------- | ---------------------------------- | --------- |
| 2011 | Premios Juventud    | perfekcyjna kombinacja             | Nominacja |
| 2011 | Premios Juventud    | najbardziej chwytliwa melodia      | Nominacja |
| 2011 | Premios Juventud    | ulubiony teledysk                  | Nominacja |
| 2011 | Latin Grammy Awards | nagranie roku                      | Nominacja |
| 2011 | Latin Grammy Awards | piosenka roku                      | Nominacja |
| 2011 | Latin Grammy Awards | najlepszy teledysk krótkometrażowy | Nominacja |

## Pozycje na listach przebojów
| Kraj                      | Notowanie (2010/2011)          | Wydawca                     | Najwyższa pozycja |
| ------------------------- | ------------------------------ | --------------------------- | ----------------- |
| Belgia ( Flandria)        | Ultratip 30                    | Ultratop                    | 39                |
| Belgia ( Region Waloński) | Ultratip 30                    | Ultratop                    | 4                 |
| Brazylia                  | Pop/Popular Songs Chart        | Billboard Brasil            | 39                |
| Brazylia                  | Top 100 Singles                | Billboard Brasil            | 93                |
| Chile                     | Top 100 Singles                | Nielsen Chile/IDERE/Monitec | 3                 |
| Hiszpania                 | Top 50 Singles                 | PROMUSICAE                  | 25                |
| Holandia                  | Mega Single Top 100            | MegaCharts                  | 99                |
| Kostaryka                 | Top 30 Airplay                 | IFPI                        | 1                 |
| Meksyk                    | Official Airplay Chart         | IFPI                        | 3                 |
| Polska                    | Top 100 Airplay                | IFPI                        | 28                |
| Stany Zjednoczone         | Billboard Hot 100              | Billboard                   | 74                |
| Stany Zjednoczone         | Hot Latin Tracks               | Billboard                   | 1                 |
| Stany Zjednoczone         | Latin Pop Songs                | Billboard                   | 1                 |
| Stany Zjednoczone         | Latin Regional Mexican Airplay | Billboard                   | 40                |
| Stany Zjednoczone         | Latin Tropical Songs           | Billboard                   | 7                 |
| Węgry                     | Top 40 Airplay                 | MAHASZ                      | 21                |